# أمازار (سيتا)
أمازار (بالروسية: Амазар) هي مدينة في مقاطعة زابايكالسكي كراي في روسيا.